# Saho Harada
Pour les articles homonymes, voir Harada et Saho.
Saho Harada (原田 早穂, Harada Saho), née le 5 novembre 1982 à Tōkyō, est une nageuse synchronisée japonaise.

## Carrière
Lors des Jeux olympiques de 2004 à Athènes, Saho Harada remporte en ballet avec Miya Tachibana, Miho Takeda, Juri Tatsumi, Yoko Yoneda, Michiyo Fujimaru, Naoko Kawashima, Kanako Kitao et Emiko Suzuki la médaille d'argent olympique.
Elle participe aux deux épreuves de natation synchronisée aux Jeux olympiques d'été de 2008 à Pékin. Elle est médaillée de bronze en duo avec Emiko Suzuki et sixième en ballet.